# بيفيرلي دان (ممثلة)
بيفيرلي دان (بالإنجليزية: Beverley Dunn)‏ هي ممثلة أسترالية، ولدت في 1934.

## وصلات خارجية
- بيفيرلي دان على موقع IMDb (الإنجليزية)
- بيفيرلي دان على موقع قاعدة بيانات الفيلم (الإنجليزية)